# Chico Pinheiro
Francisco de Assis "Chico" Pinheiro (Santa Maria, 17 de junho de 1953) é um jornalista e apresentador de televisão brasileiro.

## Biografia
Chico nasceu no Rio Grande do Sul e ainda bebê sua família voltou para Minas Gerais. Seu pai, Antônio Pinheiro, foi vereador em Belo Horizonte por cinco mandatos consecutivos. Formou-se em jornalismo pela PUC Minas e começou sua carreira no Diário de Minas. Ainda em Minas Gerais, passou pelo Jornal do Brasil e pela Globo Minas.
No final de 1989, transferiu-se para São Paulo, contratado pela TV Bandeirantes. Inicialmente, editou e apresentou diariamente o programa Canal Livre, então de perfil comunitário, além de fazer comentários políticos no telejornal local noturno da emissora. Em 1992, coordenou a cobertura da segunda visita do Papa João Paulo II ao Brasil. No mesmo ano, recebeu um prêmio da APCA pela cobertura do impeachment de Fernando Collor. Ainda na Bandeirantes, foi âncora do Jornal da Noite (1992-1993), do Jornal de Domingo (1993) e do Jornal da Band (1993-1995).
Em 1995, assumiu o cargo de diretor de jornalismo da Rede Record e âncora do Jornal da Record, principal telejornal da emissora. No dia 12 de outubro, um pastor da Igreja Universal do Reino de Deus chutou uma imagem de Nossa Senhora de Aparecida durante um programa religioso na madrugada do canal. O episódio levou Chico Pinheiro a entrar em desacordo com a direção da rede, o que resultou na sua demissão e a Rede Record alegou que Chico cometeu "infração da ética profissional" ao colocar no principal telejornal da emissora uma reportagem sobre o famoso caso Chute na Santa. Logo em seguida, em 1996, transferiu-se para a Rádio CBN, ocupando o cargo de apresentador do Jornal da CBN. Permaneceu na rádio até 1997.
Ainda em 1996, Chico Pinheiro foi convidado a retornar à Rede Globo, agora na Globo São Paulo, para ocupar os postos de apresentador do Bom Dia São Paulo e editor do Bom Dia Brasil, que estreava novo formato. Desde então, passou a apresentar, eventualmente, o Jornal Nacional e o Jornal da Globo. Em 1997, voltou a ganhar um prêmio da APCA, agora na categoria de melhor apresentador, por seu trabalho no Bom Dia São Paulo.
Começou a apresentar o telejornal local SPTV 1º edição (1998 - 2011), na TV Globo São Paulo, e o programa Espaço Aberto, na Globo News, em 1998. No Espaço Aberto, já entrevistou grandes nomes da música popular brasileira. Em 2007, o programa foi reformulado e recebeu novo nome, Sarau. Durante a cobertura dos escândalos da prefeitura de São Paulo, Chico conseguiu uma entrevista exclusiva com Nicéia Pitta, exibida no Globo Repórter em março de 2000. Na entrevista, a ex-mulher do então prefeito Celso Pitta, relatou os principais detalhes do sistema de corrupção da administração paulista.
Em setembro de 2011, deixou a bancada do SPTV 1º edição (onde formava dupla com Mariana Godoy) para assumir a do Bom dia Brasil, ao lado de Renata Vasconcellos, substituindo Renato Machado - que passou a ser correspondente-senior de Londres.
Chico foi casado com a jornalista Carla Vilhena até maio de 2008, com quem teve três filhos. Tem também duas filhas do primeiro casamento, dentre elas a cantora Beatriz. Até março de 2010 os dois dividiam a bancada do SPTV Primeira Edição, quando Carla foi apresentar o Bom Dia São Paulo trocando de lugar com Mariana Godoy.
Chico é conselheiro benemérito e torcedor declarado do Clube Atlético Mineiro, além de ser conselheiro do Instituto Ayrton Senna.
No ano de 2003, assumiu a transmissão dos desfiles das escolas de samba de São Paulo, até 2009 ele narrou os desfiles ao lado da jornalista Renata Ceribelli. Em 2010 Cleber Machado voltou a ancorar as transmissões de São Paulo ao lado de Mariana Godoy, mas Chico continuou participando da transmissão, assumindo a esquina do samba, ficando neste cargo até o carnaval 2013. No carnaval de 2014, voltou a narrar os desfiles das escolas de samba de São Paulo, ao lado de Monalisa Perrone, a dupla também permaneceu nos carnavais 2015, 2016, 2017 e 2018.
O jornalista comandou o Bom Dia Brasil entre 2011 e 2022, apresentando eventualmente o Jornal Nacional começando por 1996. Em março de 2020, o jornalista é afastado da bancada do Bom Dia Brasil por pertencer ao grupo de risco da COVID-19. Desde então, o telejornal foi apresentado somente por Ana Paula Araújo. No dia 5 de julho de 2021, Pinheiro retorna ao comando da atração. Em abril de 2022, deixa o Bom Dia Brasil e a Rede Globo, para um ano sabático.
No primeiro semestre de 2023 passa a integrar a equipe de jornalistas do ICL Notícias, canal virtual de notícias veiculado através do YouTube.

## Filmografia

### Televisão
| Ano           | Título            | Cargo        | Emissora           |
| ------------- | ----------------- | ------------ | ------------------ |
| 1979-1985     | MGTV              | Repórter     | TV Globo Minas     |
| 1989-1992     | Canal Livre       | Apresentador | Rede Bandeirantes  |
| 1992-1993     | Jornal da Noite   | Apresentador | Rede Bandeirantes  |
| 1993          | Jornal de Domingo | Apresentador | Rede Bandeirantes  |
| 1993-1995     | Jornal da Band    | Apresentador | Rede Bandeirantes  |
| 1995          | Jornal da Record  | Apresentador | RecordTV           |
| 1996-1998     | Bom Dia São Paulo | Apresentador | TV Globo São Paulo |
| 1998-2011     | SPTV              | Apresentador | TV Globo São Paulo |
| 1998-2007     | Espaço Aberto     | Apresentador | GloboNews          |
| 2007-2016     | Sarau             | Apresentador | GloboNews          |
| 2011-2022     | Bom Dia Brasil    | Apresentador | TV Globo           |
| 2025-presente | RedeTV! News      | Apresentador | RedeTV!            |

### YouTube
| Ano   | Título       | Cargo        | Canal                          |
| ----- | ------------ | ------------ | ------------------------------ |
| 2023- | ICL Notícias | Apresentador | Instituto Conhecimento Liberta |

## Prêmios
- Prêmio APCA 1992 - Cobertura Impeachment de Fernando Collor[1]
- Prêmio APCA 1997 - Apresentador do Bom Dia São Paulo[1]